# Pareuchaetes pseudoinsulata
Pareuchaetes pseudoinsulata är en fjärilsart som beskrevs av Rego Barros 1956. Pareuchaetes pseudoinsulata ingår i släktet Pareuchaetes och familjen björnspinnare. Inga underarter finns listade i Catalogue of Life.